# Бринон сир Беврон
Бринон сир Беврон (фр. Brinon-sur-Beuvron) насеље је и општина у источном делу централне Француске у региону Бургоња, у департману Нијевр која припада префектури Кламси.
По подацима из 2011. године у општини је живело 208 становника, а густина насељености је износила 25,81 становника/km². Општина се простире на површини од 8,06 km². Налази се на средњој надморској висини од 212 метара (максималној 336 m, а минималној 197 m).

## Демографија
| 1962. | 1968. | 1975. | 1982. | 1990. | 1999. | 2011. |
| ----- | ----- | ----- | ----- | ----- | ----- | ----- |
| 276   | 284   | 273   | 253   | 259   | 211   | 208   |

График промене броја становника у току последњих година